# Pomacentrus rodriguesensis
Pomacentrus rodriguesensis is een straalvinnige vissensoort uit de familie van rifbaarzen of koraaljuffertjes (Pomacentridae). De wetenschappelijke naam van de soort is voor het eerst geldig gepubliceerd in 2003 door Allen & Wright.